# Boreray (St. Kilda)
Boreray ist eine heute unbewohnte Insel des St.-Kilda-Archipels rund 83 km westlich der Insel Lewis and Harris. Der National Trust for Scotland ist Eigentümer. Boreray ist etwa 0,77 km² groß, der höchste Punkt liegt auf 384 Meter. Die Insel ist bekannt als Nistplatz zahlreicher, teilweise seltener Seevogelarten.
Das Boreray-Schaf ist eine kleine Schafrasse. Kopf und Beine sind schwarz oder braun. Die Wolle ist weiß oder hellbraun, einzelne Exemplare können auch dunkler sein. Männliche wie weibliche Tiere sind gehörnt. Die Hörner der Böcke sind größer und spiralförmig gewunden. Seit 1930, dem Jahr der Evakuierung der benachbarten Insel Hirta, sind die Boreray-Schafe verwildert.
Die Insel beherbergt das Cleit MacPhàidein.

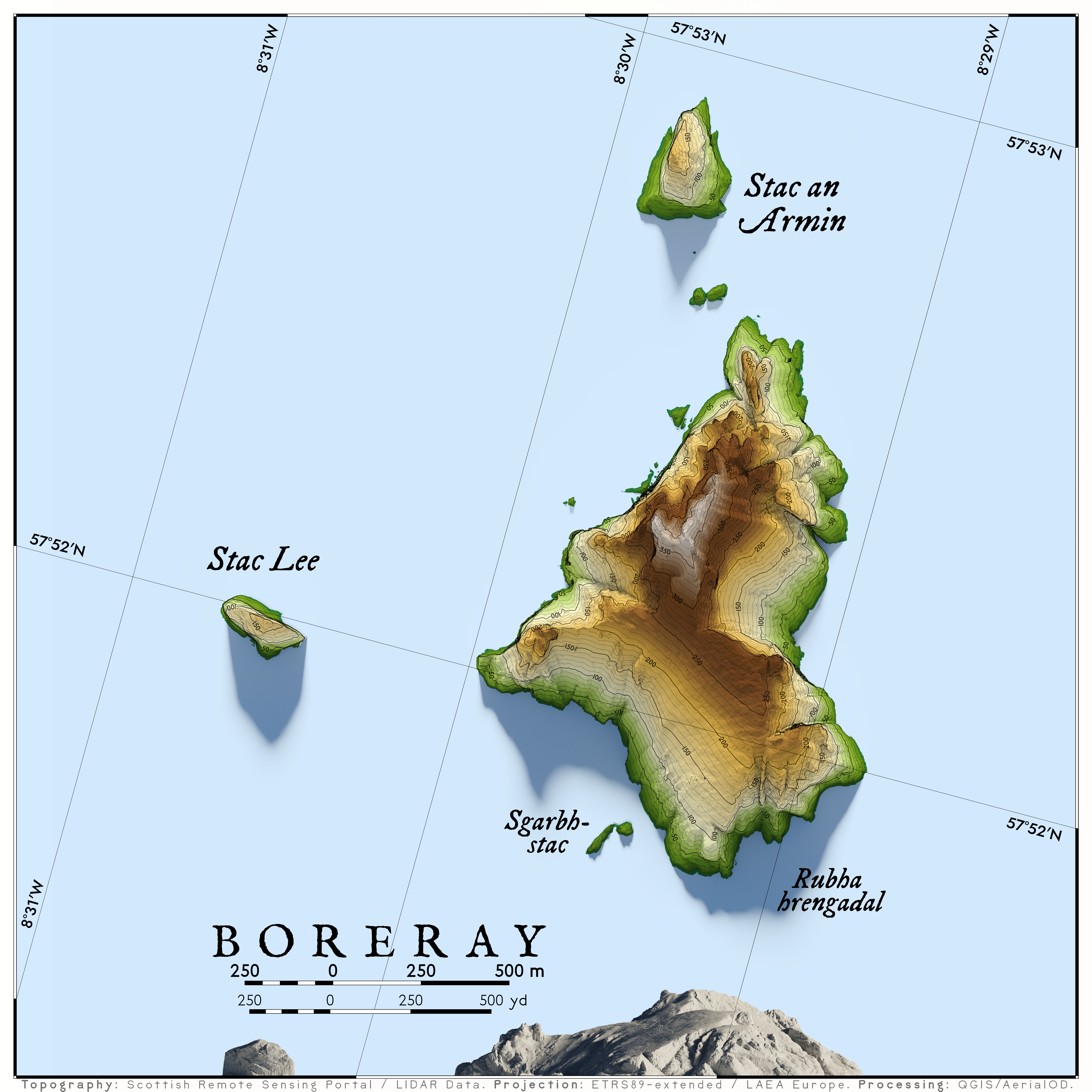
Topographische Karte von Boarsey